# Аронов, Валерий Александрович
Валерий Александрович Аронов — руководящий работник нефтегазостроительной отрасли, лауреат Ленинской премии (1980).

## Биография
Родился 10 марта 1939 г. в Сталинграде, сын начальника цеха завода «Баррикады».
Послужной список:
- 1956—1959 учёба в Сталинградском нефтяном техникуме, техник по транспортировке нефти, нефтепродуктов, газа
- 1959—1962 служба в армии (инженерные войска).
- 1962—1966 старший мастер треста «Горгаз» (Волгоград).
- 1964—1967 студент Волгоградского института инженеров городского хозяйства. Специальность по диплому - инженер по теплогазоснабжению и вентиляции (в 1964-1966 гг. учился заочно).
- 1967—1969 прораб строительного управления № 19 (пос. Светлый).
- 1969—1974 главный инженер, начальник комсомольско-молодежного монтажного управления № 2 треста «Тюменгазмонтаж» Главтюменнефтегазстроя Мингазпрома СССР.
- 1974—1977 главный инженер, управляющий треста «Тюменгазмонтаж» Главтюменнефтегазстроя Миннефтегазстроя СССР.
- 1977—1981 первый заместитель генерального директора объединения «Сибкомплектмонтаж» Миннефтегазстроя СССР.
- 1981—1987 генеральный директор объединения «Сибкомплектмонтаж» Миннефтегазстроя СССР (Тюмень).
- 1987—1991 начальник Главного планово-экономического управления, член коллегии Миннефтегазстроя СССР (Москва).

В 1990-е гг. заместитель генерального директора Сибирского экспериментального строительно-монтажного объединения. В 2003—2007 в Севергазпроме. С 2007 г. начальник отдела сопровождения строительства спецобъектов ЧОУ ДПО Учебный центр ПАО «Газпром».
Кандидат экономических наук (1987, тема диссертации «Разработка рациональных габаритно-массовых характеристик крупных блоков для строительства нефтегазопромысловых объектов»).
Лауреат Ленинской премии (1980, в составе коллектива) — за разработку и внедрение комплектно-блочного метода строительства объектов нефтяной и газовой промышленности, обеспечившего ускоренные темпы освоения нефтяных и газовых месторождений Тюменской области. Заслуженный строитель РСФСР (1989). Награждён орденами Трудового Красного Знамени, «Знак Почёта», медалями.